# Butterfly Effect (álbum de Ashley Roberts)
Butterfly Effect é o primeiro álbum solo da cantora e compositora americana Ashley Roberts. Foi lançado pela Metropolis London em 1 de setembro de 2014. Há dois singles lançados do álbum: "Clockwork", em 25 de maio, e "Woman Up" em 25 de agosto. Foi produzido por oito produtores, incluindo Frankmusik.

## Antecedentes
Em 2003, Roberts se juntou ao grupo feminino The Pussycat Dolls. Elas lançaram muitos hits ao longo dos anos, como: "Don't Cha", "Buttons", "When I Grow Up" e "I Hate This Part". Sete anos depois, em 2010, o grupo se separou e Roberts lançou seu primeiro single "A Summer Place".
Em 2012, ela lançou dois singles: a música promocional "Yesterday" em novembro, e uma música para download digital para o álbum de estréia, intitulado "All in a Day". No final de 2013, Roberts conheceu oito novos produtores para seu álbum de estréia. Um dos produtores foi o Red Triangle. O álbum foi finalizado em junho de 2014 e havia dez músicas que Roberts escolheu para o álbum. Há dois singles do álbum: "Clockwork", lançado em 25 de maio de 2014 e "Woman Up", lançado em 25 de agosto.

## Lista de faixas
| N.º | Título                    | Compositor(es)                                                                          | Produtor(es)                    | Duração |  |
| 1.  | "Clockwork"               | Rick Parkhouse, George Tizzard, John Newman, Jetta                                      | Red Triangle                    | 3:33    |  |
| 2.  | "Woman Up"                | Dave Rodrigues, James Morales, Matt Morales, Erika Nuri, Shane Stevens, Nash Overstreet | The Elev3n                      | 3:17    |  |
| 3.  | "Lonely Nights (Hey You)" | Ashley Roberts, Charlie Holmes, Norma Jean Martine                                      | Charlie Holmes                  | 4:15    |  |
| 4.  | "All in a Day"            | Bobby Newberry, Stanley Adams, Maria Graver, Steven Miller, Scott Jones                 | The Invaders                    | 3:13    |  |
| 5.  | "Ride or Die"             | Ashley Roberts, Charlie Holmes, Dan Vinci, Paul Lewis, Nina Potiszil, Andrew Black      | Dan Vinci                       | 3:57    |  |
| 6.  | "My Song"                 | Ashley Roberts, Oscar Holter, Jakob Erixson, Luke Armitage, J-Son                       | Holter & Erixson, Luke Armitage | 3:19    |  |
| 7.  | "Midas Touch"             | Ashley Roberts, Frankmusik                                                              | Frankmusik                      | 3:09    |  |
| 8.  | "Wild Heart"              | Ashley Roberts, Frankmusik                                                              | Frankmusik                      | 3:35    |  |
| 9.  | "Standing in the Rain"    | Ashley Roberts, Frankmusik                                                              | Frankmusik                      | 3:34    |  |
| 10. | "Face of Love"            | Saul Ashby                                                                              | Luke Armitage                   | 3:35    |  |

| Faixas bônus de edição de luxo |                                      |                                                        |              |         |  |
| N.º                            | Título                               | Compositor(es)                                         | Produtor(es) | Duração |  |
| 11.                            | "Clockwork" (edição de Cahill)       | Parkhouse, Tizzard, Newman, Jetta                      | Cahill       | 3:45    |  |
| 12.                            | "Woman Up" (edição de Digital Dog)   | Rodrigues, Morales, Morales, Stevens, Nuri, Overstreet | Digital Dog  | 3:06    |  |
| 13.                            | "My Song" (Comets We Fall remix)     | Roberts, Holter, Erixsen, Armitage, J-Son              |              | 4:15    |  |
| 14.                            | "Clockwork" (videoclipe)             |                                                        |              | 3:35    |  |
| 15.                            | "Woman Up" (videoclipe)              |                                                        |              | 3:21    |  |
| 16.                            | "Track by Track Interview"           |                                                        |              | 7:37    |  |
| 17.                            | "Digital Booklet - Butterfly Effect" |                                                        |              |         |  |

## Desempenho nas tabelas musicais

### Posições
| Chart (2014)                              | Maior posição |
| ----------------------------------------- | ------------- |
| Reino Unido (OCC)                         | 159           |
| Reino Unido (UK Independent Albums Chart) | 36            |

## Release history
| País         | Data                  | Formato          | Gravadora                       |
| ------------ | --------------------- | ---------------- | ------------------------------- |
| Mundialmente | 29 de agosto de 2014  | Download digital | Metropolis London Music Limited |
| Mundialmente | 1 de setembro de 2014 | CD, download     | Metropolis London Music Limited |